# 1061-й центр матеріально-технічного забезпечення (РФ)
1061-й Центр матеріально-технічного забезпечення (1061 ЦМТО, в/ч 57229) — військове з'єднання Збройних сил РФ, що об'єднує підрозділи матеріально-технічного забезпечення Сухопутних військ, Військово-Морського Флоту та Повітряно-космічних сил, розташованих на території Південного військового округу.

## Структура
- Арсенал ГРАУ в/ч 57229-51 Котлубань Волгоградської області[2][3].
- 719-та артилерійська база боєприпасів, в/ч 01704, м. Тихорецьк[4]
- 744-та артилерійська база боєприпасів, в/ч 42286, м. Новочеркаськ
- 68-й арсенал ГРАУ, в/ч 30148, Моздок ст. Луковська Північна Осетія[5]68-й арсенал ГРАУ